# Бюрдард
Бюрдард (нід. Burdaard) — село в нідерландській провінції Фрисландія. Входить до муніципалітету Північно-Східна Фрисландія. Його населення станом на 2017 рік складало 1173 осіб.

## Галерея

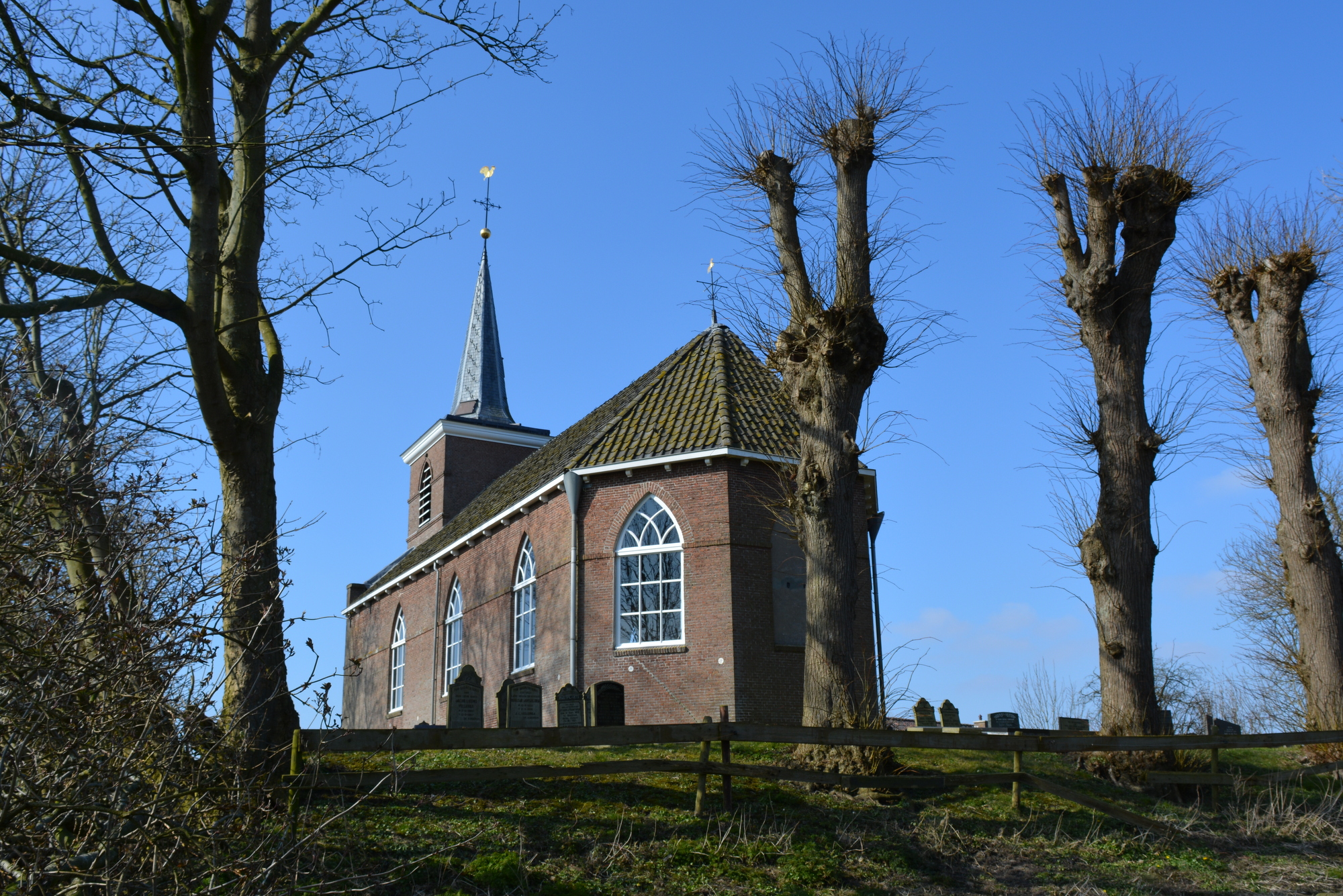
Церква у селі
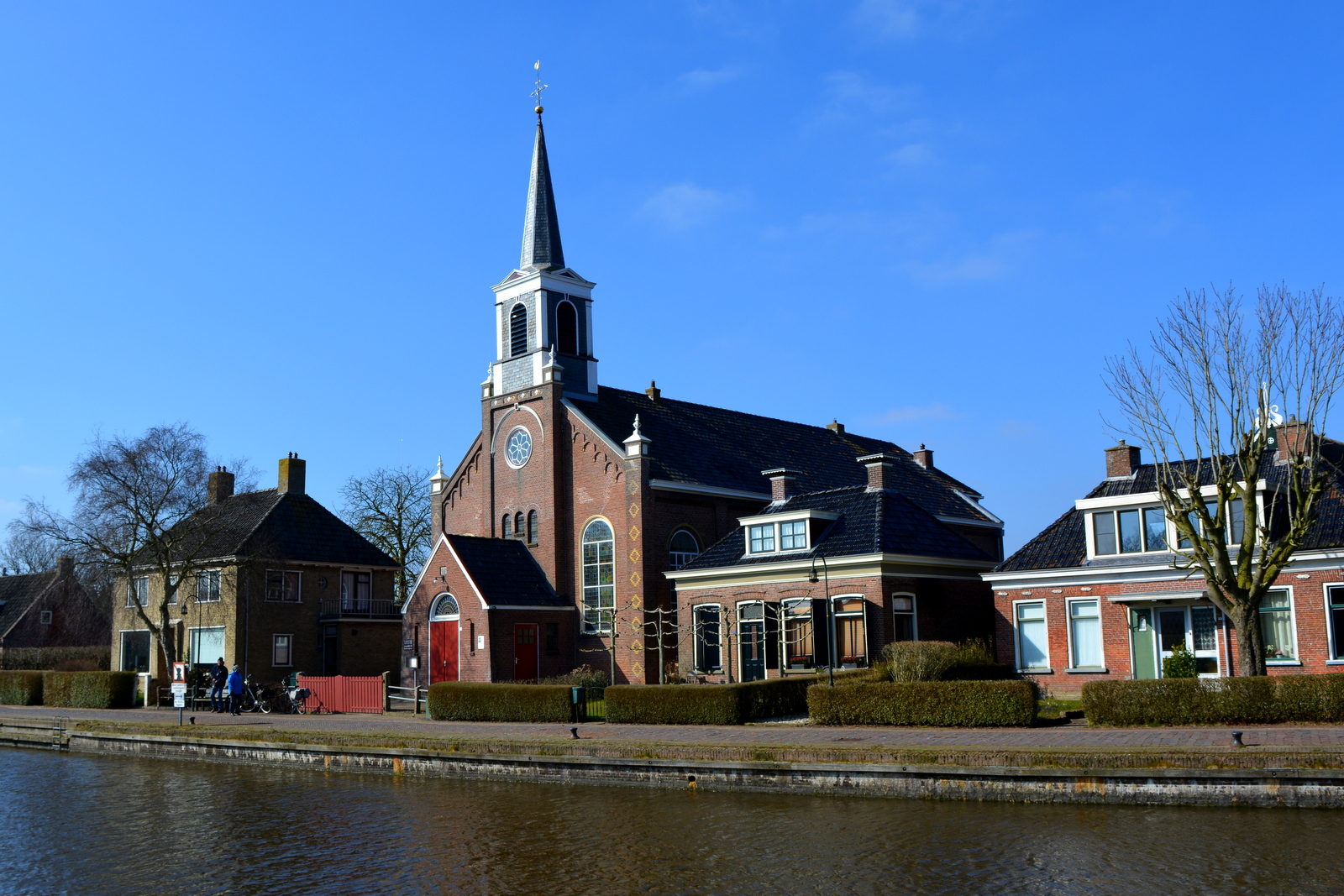
Церква у селі